# San Juan de los Planes
San Juan de los Planes är en ort i Mexiko.   Den ligger i kommunen La Paz och delstaten Baja California Sur, i den västra delen av landet, 1 200 km väster om huvudstaden Mexico City. San Juan de los Planes ligger 25 meter över havet och antalet invånare är 902.
Terrängen runt San Juan de los Planes är platt åt nordväst, men åt sydost är den kuperad. Runt San Juan de los Planes är det glesbefolkat, med 20 invånare per kvadratkilometer. San Juan de los Planes är det största samhället i trakten. Omgivningarna runt San Juan de los Planes är i huvudsak ett öppet busklandskap.